# Jonathan Zongo
Jonathan Sundy Zongo (* 6. April 1989 in Ouagadougou) ist ein ehemaliger burkinischer Fußballspieler.

## Karriere

### Verein
Zongo begann seine Karriere in seiner Heimatstadt bei US Ouagadougou. 2010 wechselte er nach Spanien zu UD Almería, wo er zuerst in der Drittligamannschaft eingesetzt wurde. Im Januar 2011 kam er zu seinem Debüt für die Profis, als er im Hinspiel des Cup-Viertelfinales gegen Deportivo La Coruña in der 66. Spielminute eingewechselt wurde. Rund ein Jahr später gab Zongo in der Segunda División sein Ligadebüt gegen Gimnàstic de Tarragona.
Im Mai 2012 konnte er seine ersten beiden Tore in der Segunda División erzielen, nachdem er im Heimspiel gegen AD Alcorcón in der 72. Minute eingewechselt worden war und so Almería zum Sieg schoss.
In der folgenden Saison konnte sich Zongo langsam im Profiteam etablieren und mit Almería den Aufstieg in die Primera División feiern. Nach dem Aufstieg Almerías gab er im Januar 2014 im Heimspiel gegen den FC Granada sein Debüt in der höchsten spanischen Spielklasse. Nach zwei Jahren in der Primera División musste er nach Ende der Saison 2014/15 mit Almería wieder den Gang in die Zweitklassigkeit antreten.

### Nationalmannschaft
Zongo wurde 2013 erstmals in den burkinischen Nationalkader berufen. Im August 2013 gab er in einem Testspiel gegen Marokko sein Teamdebüt. Zongo wurde in den Kader für die Afrikameisterschaft 2015 berufen, wo er jedoch nur im ersten Gruppenspiel eingesetzt wurde.